# Севдах за Паулу Хорват
Севдах за Паулу Хорват је трећи соло албум Бранимира Штулића. Сниман је током 1991. године у Сарајеву и Холандији, а издат тек 1995. за издавачку кућу Комуна.

## Списак песама
1. Непотребно прецртај (2:07)
2. Претворба (2:47)
3. Лијепо лице (2:18)
4. Навике (2:21)
5. Влајка (2:51)
6. Ај ча (2:38)
7. Знам понавља се то серијски (2:20)
8. Расплети косе дамо (2:49)
9. Кратки помак (2:49)
10. Дошло вријеме да се умире (2:53)
11. (2:18)
12. Лаку ноћ (2:46)
13. Партизан (2:45)
14. Неће да се помири (2:59)
15. Отац мога оца (6:28)
16. Фантазија (2:39)
17. Крај потока бистре воде (2:49)
18. Чежња (2:17)
19. Севдах шатл (3:01)
20. Буги Бане (3:20)
21. Боља страна неба (2:34)
22. Ни јебан ни луд (2:46)
23. Севах за Паулу Хорват (2:13)
24. Јовано, Јованке (2:44)

извор:  Севдах за Паулу Хорват

## Незванично издање
Ово је вероватно једини Џонијев албум који је доживео и пиратско (бутлег) издање на компакт-касети и то пре званичног издања (додуше исте године). Касету је издала фантомска фирма ВГ из Београда, иза које је заправо стајала продукција ТИОЛИ (Take It Or Leave It Records). На касети се налазе следеће песме:

### страна
1. Спуштени из својих висина (2:44)
2. Понавља се то серијски (2:18)
3. Кратки помак (2:48)
4. Претворба (2:44)
5. Навике (2:16)
6. Влајка (2:48)
7. Лаку ноћ (2:43)

1. Језа (3:53)
2. Расплети косе дамо (2:46)
3. Партизан (2:43)
4. Лијепо лице (2:16)
5. (2:14)
6. Непотребно прецртај (2:03)
7. Севах за Паулу Хорват (2:10)

извор:  Севдах за Паулу Хорват бутлег